# Brüggler (Berg)
Der Brüggler (Variante: Brückler) ist ein langgezogener Bergrücken (höchster Punkt 1776 m ü. M.) in den Schwyzer Alpen im Schweizer Kanton Glarus, einen Kilometer von der Grenze zum Kanton Schwyz und dem Chöpfenberg entfernt.
Die Bergspitze befindet sich auf dem Grat, der bis 2011 die Gemeindegrenze zwischen Niederurnen und Oberurnen bildete. Der Brüggler und der Wageten (1755 m ü. M.) werden vom Niederurner Tal im Norden und vom Oberurner Tal im Süden flankiert.

## Nachweise
1. 1 2  Lage & Höhe bei «geo.admin.ch».
2. ↑  Lage & Beschreibung bei «ortsnamen.ch».